# Логографи (историја)
Логографи су били старогрчки историчари који су писали о историјским догађајима на основу предања или веродостојних извора као што су хронологије градова. Већина логографа потицала је из Јоније. Попис логографа дао је Дионисије из Халикарнаса. Он их је поделио на старије и млађе у односу на то да ли су живели пре или после „оца историје“ тј. Херодота. 

## Старији логографи
- Хекатај из Милета – живео у време персијског цара Дарија. Написао је два дела: Опис земље који говори о Даријевом походу на Ските и Родословље, дело које представља први покушај да се у митове унесе хронологијски систем.
- Харон из Лампсака – живео у Лампсаку у Малој Азији. Написао је Лампсачке летописе, историју свог завичаја и Историју Персије, у којој је описао Јонски устанак и Грчко-персијске ратове свога времена.
- Акусилај – припадник Хесиодске школе, у Александрији сматран за једног од Седам мудраца. Писао је о космогонији и теогонији.
- Ферекид – Атињанин. Написао је дело које је имало више назива, а као главну садржину је имало митологију у генеалошком облику. Његово дело је најбоље предање о хеленској митологији и хронологији.

## Млађи логографи
- Ксант из Сарда – живео у Сарду у Лидији. Написао је Историју Лидије, једино дело о лиђанској историји пре хеленског периода.
- Хеланик из Митилене – најплоднији логограф. Потицао је из Митилене на Лезбосу. Написао је бројна дела међу којима су и: Египатска, Персијска, Скитска, Лидска, Кипарска, Феничка, Еолска, Лезбљанска, Аргивска, Аркадијска, Беотијска и Тесалска историја.